# Södertälje syd
Södertälje syd – stacja kolejowa w Södertälje, w regionie Sztokholm, w Szwecji. Jest to stacja podmiejska położona poniżej Mostu Igelsta, na południe od Södertälje. Otwarta w dniu 14 stycznia 1995 r. wraz z otwarciem Grödingebanan i zastąpiła stację Södertälje södra (obecnie Södertälje hamn) jako główny dworzec kolejowy w mieście. Obsługuje również ruch na podmiejskiej linii Södertälje centrum - Gnesta, która biegnie prostopadle do mostu.

## Linie kolejowe
- Svealandsbanan
- Västra stambanan
- Grödingebanan